# Takayus quadrimaculatus
Takayus quadrimaculatus är en spindelart som först beskrevs av Song och Kim 1991.  Takayus quadrimaculatus ingår i släktet Takayus och familjen klotspindlar. Inga underarter finns listade i Catalogue of Life.